# Ulee Blang (Pirak Timu)
Ulee Blang is een bestuurslaag in het regentschap Aceh Utara van de provincie Atjeh, Indonesië. Ulee Blang telt 657 inwoners (volkstelling 2010).